# سينثيا فويجت
سينثيا فويجت (بالإنجليزية: Cynthia Voigt)‏ هي كاتِبة وكاتبة للأطفال أمريكية، ولدت في 25 فبراير 1942 في بوسطن في الولايات المتحدة.

## وصلات خارجية
- الموقع الرسمي
- سينثيا فويجت على موقع IMDb (الإنجليزية)
- سينثيا فويجت على موقع إن إن دي بي (الإنجليزية)
- سينثيا فويجت على موقع قاعدة بيانات الفيلم (الإنجليزية)